# Gelatina alle erbe
La gelatina alle erbe è una gelatina dolce diffusa In molti paesi dell'Asia orientale e del Sud-est asiatico. Viene prodotta utilizzando la pianta platostoma palustre, appartenente alla famiglia della menta, da cui eredita il sapore delicato e leggermente amarognolo. La gelatina di erbe viene spesso accompagnata con la frutta, il bubble tea o altre bevande. All'infuori dell'Asia, la gelatina alle erbe è reperibile nei punti vendita specializzati.

## Preparazione
La gelatina alle erbe viene preparata utilizzando i gambi e le foglie del platostoma palustre che, dopo essere stati messi a invecchiare e ossidare, vengono fatti bollire per diverse ore in un composto di carbonato di potassio contenente un pizzico di amido. Successivamente, tale miscela viene lasciata raffreddare fino a quando diviene gelatinosa. Questo alimento può essere tagliata a cubetti e mescolato con lo sciroppo per produrre una bevanda o un dessert rinfrescante ideale da consumare durante i periodi più caldi dell'anno. La gelatina è fragrante e ha un retrogusto affumicato. Quando non è trattata con i coloranti, ha un colore marrone scuro traslucido. Alcune varianti di gelatina di erbe, fra cui quella alle erbe verdi, non vanno cotte o riscaldate quando vengono preparate, ma si ricavano da una miscela di estratti di foglie e acqua. Quest'ultimo tipo di gelatina ha un gusto che è stato definito "foglioso" e "neutro".